# Macaroon
Macaroon (pronúncia em inglês: [mækəˈruːn]) é um pequeno biscoito, normalmente feito de amêndoas moídas, coco e/ou outras nozes ou até mesmo de batata, com açúcar e, às vezes, flavorizantes (ex. mel, baunilha, especiarias), corante alimentar, cerejas cristalizadas, geleia e/ou cobertura de chocolate. Algumas receitas usam leite condensado. Macaroons são, muitas vezes, assados com um papel de arroz comestível colocado sobre uma fôrma de assar.

## Etimologia
O nome do biscoito vem do italiano maccarone ou maccherone com o significado de «pasta»; tal palavra deriva de ammaccare, que significa «esmagar».

## Origem
Historiadores culinários escrevem que macaroons podem ser rastreados para um mosteiro italiano do século IX. Os monges foram a França em 1533, junto com os doceiros de Catarina de Médici, esposa do rei Henrique II. Mais tarde, duas freiras beneditinas, irmã Marguerite e irmã Marie-Elisabeth, foram para Nancy à procura de asilo durante a Revolução Francesa. As duas mulheres pagavam seu alojamento assando e vendendo macaroons, e, assim, tornaram-se conhecidas como «Irmãs Macaroons».
Judeus italianos mais tarde adotaram o biscoito porque ele não tem farinha nem fermento (macaroons são fermentados pela clara do ovo) e pode ser comido durante os oito dias de observação da Pessach. Ele foi introduzido para outros judeus europeus e tornou-se popular como um doce para o ano todo.
Receitas de macaroons (também escrito «mackaroon», «maccaroon» e «mackaroom») aparecem em livros de receita desde 1725 (Court Cookery, or the Complete English Cook, de Robert Smith), e usam clara de ovo e pasta de amêndoa. Mrs Beeton's Book of Household Management inclui uma típica receita tradicional. Ao longo do tempo, coco foi adicionado a amêndoas moídas e, em certas receitas, substituiu-as. Fécula de batata é também por vezes incluída na receita, para dar mais corpo aos macaroons.

## Variedades regionais

### República Dominicana
Macaroons na República Dominicana são muitos escuros. Coco ralado é misturado com gengibre e canela.

### França
O macaroon de coco é conhecido como o «Congolais», ou «le rocher à la noix de coco».

### Índia
Thoothukudi e Mangalore têm as suas próprias variedades de macaroon feitas com castanhas-de-caju e clara de ovo, adaptadas a partir dos macaroons introduzidos no período colonial.

### Irlanda
Um macaroon de barra de chocolate é feito por Wilton Candy em Co. Kildare, Irlanda. A descrição na embalagem é «peças de macaroon peças em chocolate ao leite irlandês». Ela foi feita pela primeira vez em 1937.

### Itália
Ricciarelli são uma variedade macia de amêndoa oriunda de Siena. Amaretti di Saronno são, normalmente, de uma variedade crocante de Saronno.
Ambos são normalmente servido em ocasiões especiais como o Natal.

### Filipinas

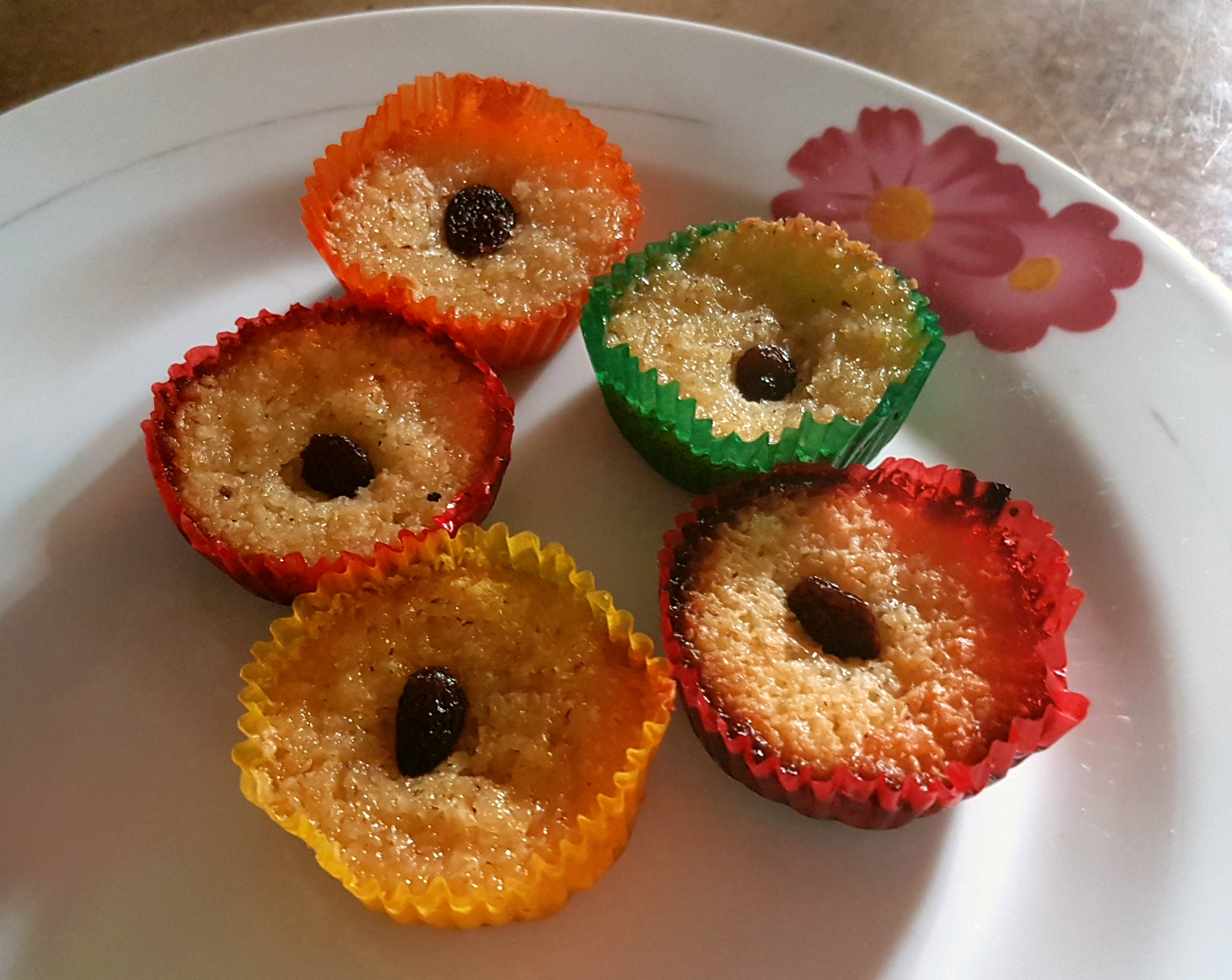
Macaroons de coco filipinos

Macaroons são exclusivamente semelhantes a bolo em textura. Eles são ligeiramente crocantes por fora e macios, húmidos, e borrachudos por dentro. Eles são geralmente assados em forminhas coloridas de papel de cupcakes e com passas em cima. Eles são populares durante feriados e ocasiões especiais.

### Porto Rico
Em Porto Rico, macaroons de coco são chamados besitos de coco (beijinhos de coco). Algumas variações de besitos de coco podem ser encontradas na ilha; os mais populares incluem raspas de limão e baunilha como ingredientes adicionais.

### Espanha
O carajito é uma variante do macaroon feita com avelãs e mel da cidade de Salas, Astúrias no norte da Espanha. Uma versão de tamanho maior é comummente conhecida como sultana ou suspiros del moro.

### Turquia
Acıbadem kurabiyesi é uma variedade tradicional turca feita de amêndoas, açúcar e claras de ovos. As receitas tradicionais incluem uma pequena quantidade de amêndoas amargas, que dá nome ao biscoito.  Como amêndoas amargas não estão prontamente disponíveis, extrato de amêndoa é normalmente usado como um substituto. Estes biscoitos são parte do comércio de estoque de quase todas as padarias na Turquia, já eles são raramente feitos em casa.

### Reino Unido
No Reino Unido, em geral, o tradicional macaroon de amêndoa muitas vezes inclui essência de amêndoa para reforçar o sabor e é coberto com um floco de amêndoa. Macaroons de coco também são populares.
Na Escócia, o macaroon escocês tem um centro açucarado e denso e é coberto em chocolate e coco assado. Tradicionalmente, eles eram feitos com sobras frias de puré de batata e pão de açúcar. Quando a barra de macaroon se tornou comercial, a receita não usou mais puré de batata por causa das limitações no tempo de prateleira. O macaroon moderno é feito a partir de uma combinação (dependendo do fabricante) de açúcar, glucose, água e ovo. Estes ingredientes fazem um centro de fondant. Esta receita foi supostamente descoberta por acidente em 1931, quando o confeiteiro John Justice Lees disse ter estragado uma receita de barra de chocolate de fondant e jogou coco em cima em desgosto, produzindo a primeira barra de macaroon.

### Estados Unidos

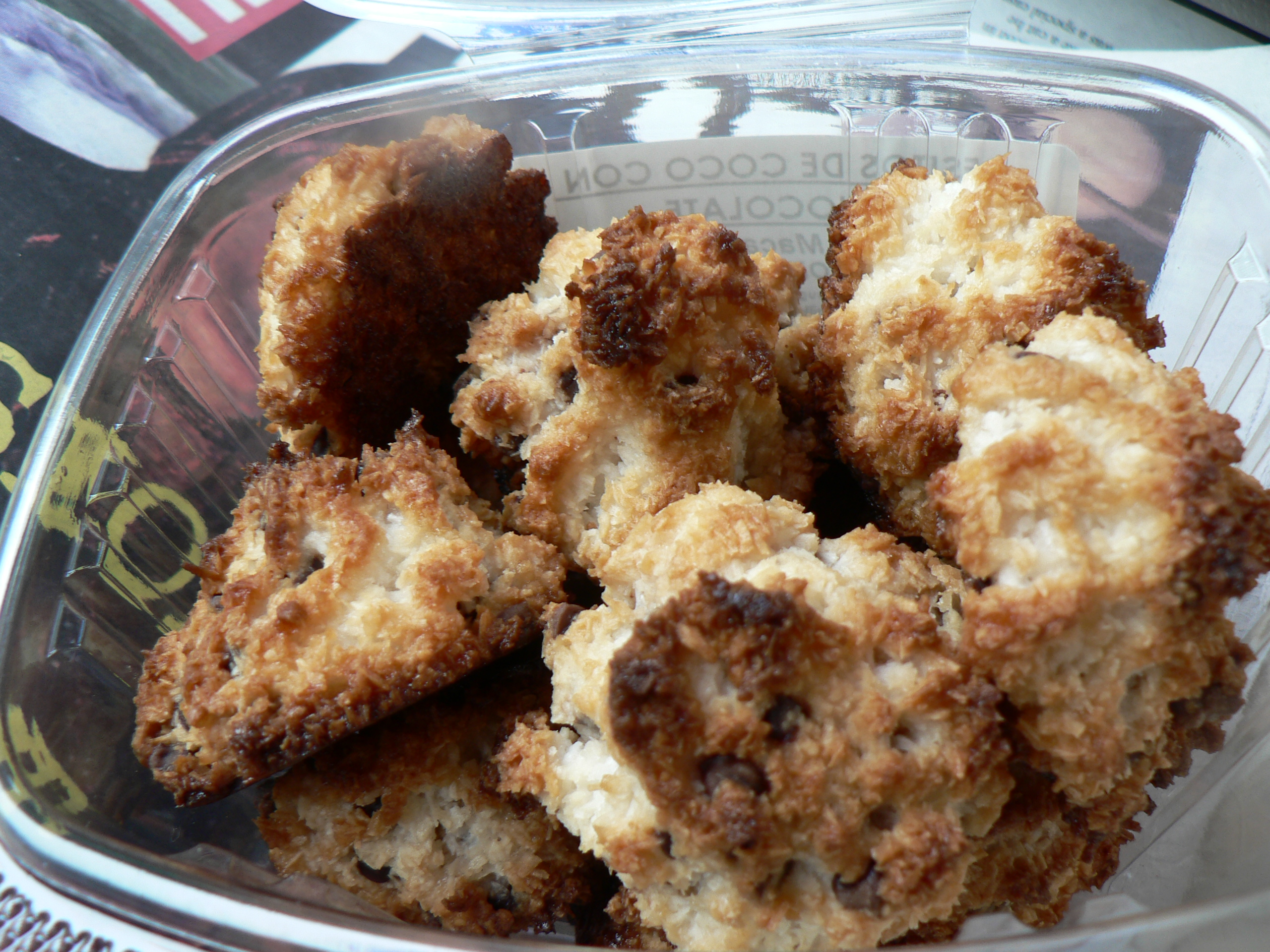
Macaroons de coco

Macaroon de coco é a variedade mais conhecida nos Estados Unidos. Macaroons de coco feitos comercialmente são geralmente densos, húmidos e doces, e, muitas vezes, mergulhados em chocolate. Macaroons caseiros e variedades produzidas por pequenas padarias são comumente leves e macios. Macaroons feitos com coco são, muitas vezes, usados com um saco de confeitar com uma ponta em forma de estrela, enquanto que macaroons feitos com nozes são mais prováveis de serem feitos manualmente, devido à rigidez da massa. Por causa da falta de ingredientes com trigo e fermento, macaroons são muitas vezes consumidos durante a Páscoa em muitos lares judaicos.